# ايمانويل ساندرز
ايمانويل ساندرز (بالإنجليزية: Emmanuel Sanders)‏ (و. 1987  م) هو لاعب كرة قدم أمريكية، من الولايات المتحدة، ولد في بيلفيل، تكساس، يلعب كمستقبل واسع ‏.

## التعليم
تعلم في Bellville Independent School District ‏.

## روابط خارجية
- ايمانويل ساندرز على موقع مرجع كرة القدم المحترفة.كوم (الإنجليزية)
- ايمانويل ساندرز على موقع كلية كرة القدم في سبورتس رفرنس.كوم (الإنجليزية)